# Вазелята
Вазелята — деревня в Пермском районе Пермского края. Входит в состав Фроловского сельского поселения.

## Географическое положение
Расположена примерно в 1,5 км к востоку от административного центра поселения, села Фролы, и в 14 км к юго-востоку от центра города Перми. В 600 м к востоку от деревни находится железнодорожная станция Няшино.

## Население
| 2010 |
| ---- |
| 14   |

## Улицы[2]
- Нагорная ул.
- Полевая ул.

## Топографические карты
- Лист карты O-40-77 Юг. Масштаб: 1 : 100 000. Состояние местности на 1983 год. Издание 1985 г.